# Stannewisch
Stannewisch, obersorbisch Stanojšćo, ist ein Ortsteil der sächsischen Stadt Niesky im Landkreis Görlitz.

## Geographie

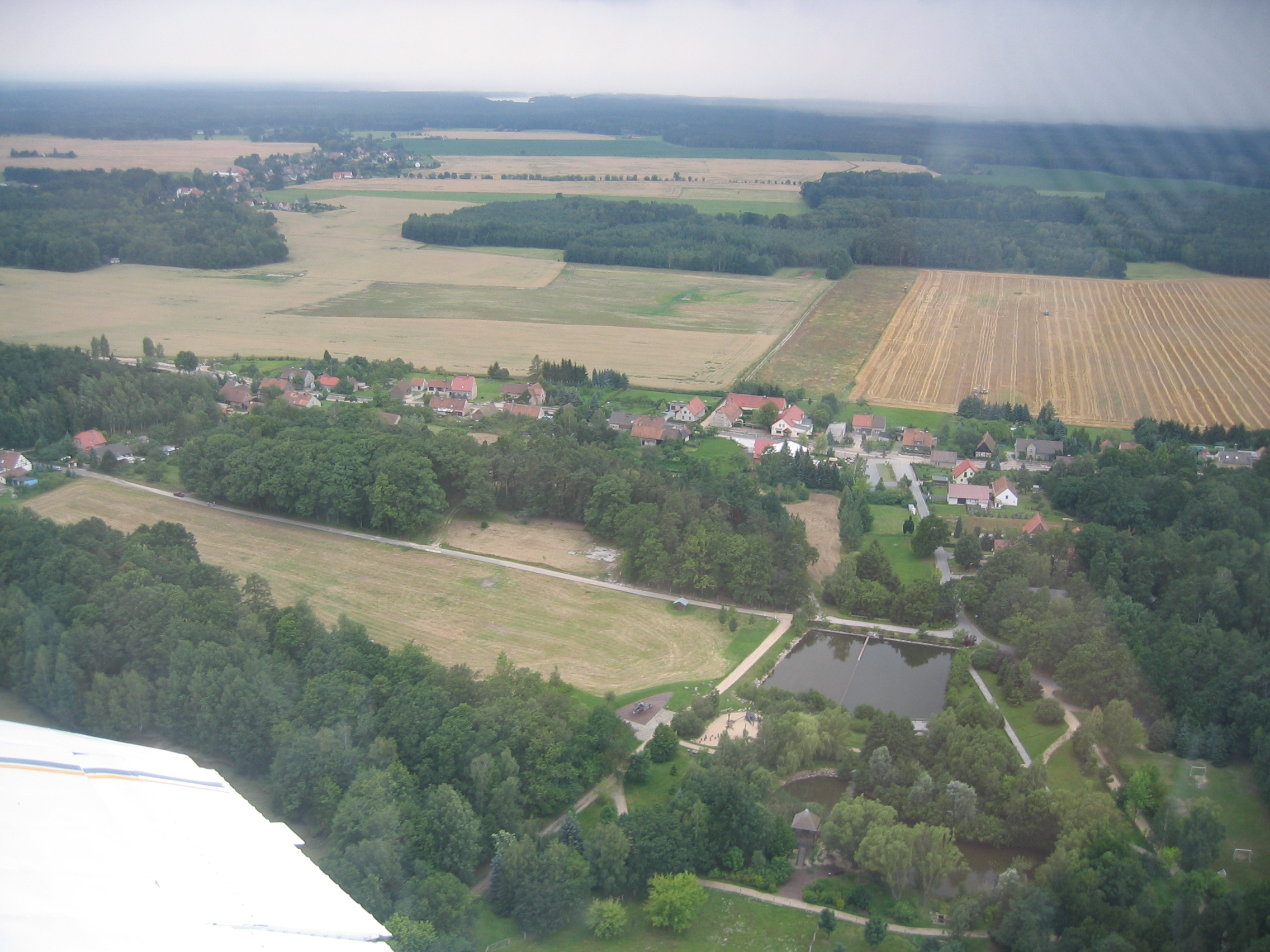
Luftbild über Stannewisch

Stannewisch liegt in Form eines Straßendorfs nördlich von Niesky am westlichen Rand der Stannewischer Heide. Durch den Ort verläuft die aus Rietschen kommende Bundesstraße 115.
Geologisch bedeutend sind Vorkommen von Lehm, Ton und Braunkohle.

## Geschichte

### Ortsgeschichte
Reste mittelbronzezeitlicher Gräber in der Gemarkung belegen eine urgeschichtliche Besiedlung. Die dauerhafte Besiedlung wird deutschen Siedlern im Rahmen der zweiten Phase der deutschen Ostsiedlung zugeschrieben. Urkundlich erstmals erwähnt wurde Stanewicz 1358 im Zusammenhang mit einem Sühnevertrag im Görlitzer Stadtbuch. Eingepfarrt ist das Dorf nach Kosel.
Durch die Erbteilung der Herrschaft Baruth fiel Stannewisch 1519 an Christoph von Gersdorff. Erst Anfang des 17. Jahrhunderts kam das Dorf in den Besitz des Rittergutes Trebus, dem es bis 1945 angehörte.
Durch den Prager Frieden von 1635 wechselte die Lehnsherrschaft über das Markgraftum Oberlausitz und somit auch Stannewisch vom Königreich Böhmen zum Kurfürstentum Sachsen. Auf der Oberlausitz-Karte von Johann George Schreiber (1676–1750) liegt Stannewisch am Rand des sorbischen Sprachgebietes, wird aber noch zu diesem gezählt.
Die Lehm- und Tonvorkommen begünstigten den Aufbau von mehreren Ziegeleien, die ab dem 17. Jahrhundert Dach- und Ziegelsteine herstellten. Die Produkte wurden überregional verkauft, beispielsweise erwarb die nordböhmische Stadt Šluknov Dachsteine aus Stannewisch zum Wiederaufbau der Stadt nach einem der großen Brände. Die Geschichte der Ziegeleien in Stannewisch endete 1938, als die letzte Ziegelei infolge der größer werdenden Konkurrenz durch steigende industrielle Herstellung an anderen Standorten geschlossen wurde.
Nach den Befreiungskriegen fiel Stannewisch mit dem größeren Teil der Oberlausitz an Preußen und wurde 1816 dem Landkreis Rothenburg (Ob. Laus.) zugeordnet. Zwischen 1860 und 1910 wurde in der Gemarkung Braunkohle gefördert.
Nach dem Zweiten Weltkrieg wurde Stannewisch wieder sächsisch und bei der Verwaltungsreform von 1952 in den Kreis Niesky eingegliedert. Trotz der geringen Größe der bäuerlichen Güter – keines war größer als 10 Hektar, das kleinste umfasste gar nur 1,1 Hektar – wurde 1960 während des „Sozialistischen Frühlings“ eine Landwirtschaftliche Produktionsgenossenschaft (LPG) gegründet. Zwischen 1963 und 1994 gab es in Stannewisch ein Freibad.
Am 1. März 1994 erfolgte die Eingemeindung von Stannewisch und Kosel nach Niesky.

### Bevölkerungsentwicklung
| Jahr | Einwohner |
| ---- | --------- |
| 1825 | 283       |
| 1871 | 179       |
| 1885 | 199       |
| 1905 | 189       |
| 1925 | 204       |
| 1939 | 289       |
| 1946 | 306       |
| 1950 | 342       |
| 1964 | 283       |
| 1971 | 265       |
| 1988 | 276       |
| 1990 | 261       |
| 1993 | 229       |
| 1999 | 235       |
| 2002 | 210       |

1777 wurden aus Stannewisch drei besessene Mann, acht Gärtner und sechs Häusler gemeldet.
Im Jahr 1825 lag die Einwohnerzahl noch bei 283, fiel bis zur Reichsgründung jedoch auf 179 zurück. Einem langsamen Anstieg bis 1925 folgte ein rasantes Wachstum, sodass 1939 wieder 289 Einwohner verzeichnet wurden. Durch Aufnahme von Flüchtlingen und Vertriebenen wuchs die Einwohnerzahl nach dem Zweiten Weltkrieg bis in die fünfziger Jahre auf rund 350 an. Durch den danach einsetzenden Bevölkerungsrückgang sank die Einwohnerzahl bis zur Jahrtausendwende auf rund 200.

### Ortsname
Urkundliche Varianten des Ortsnamens sind unter anderem Stanewicz (1358), Stanewisch (1415), Stanewitsch (1452), Stanewisch (1490) und Stannewisch (1791). Varianten des sorbischen Namens, der heute nicht mehr gebräuchlich ist, sind Stennisch (1610), Stannoschcizo (1700), Stonoschczo (1800), Stanojšćo (1843) und Stanošćo (1866).
Der Name leitet sich wohl vom altsorbischen stanovišće („Standort“, „Stand“) ab und bezeichnet womöglich einen Rastplatz für Fuhrleute an der Fernstraße nach Żagań.
Im Rahmen von nationalsozialistischen Germanisierungsmaßnahmen wurde der Ort am 22. Dezember 1936 in Steinhufen umbenannt. Wie viele umbenannte Orte der Lausitz erhielt auch Stannewisch 1947 seinen alten Namen zurück.